# Kuso
Kuso es una película estadounidense de cine independiente, terror y drama dirigida y coescrita por Steven Ellison, David Firth y Zack Fox.

## Reparto
- Hannibal Buress
- George Clinton como el doctor Clinton.
- David Firth
- Arden Banks como Desmond.
- Byron Bowers
- Shane Carpenter como Charlie
- Iesha Coston como Missy.
- Regan Farquhar
- Pretty Ricki Fontaine como Jenny.
- Zack Fox como Manuel.
- Tim Heidecker como Phil.
- Bob Heslip como Bob.
- Anders Holm como el profesor.
- Sandra R. Kisling como Michelle.
- Mali Matsuda como Angel.
- Michael Pratt como Mike.
- Paul Pratt como Paul.
- Paul Preston
- Bethany Schmitt
- Lexington Steele como Jody.
- Diana Terranova como Pepper.
- Manuel Vazquez como Julia.
- Oumi Zumi como Kenneth.
- Donnell Rawlings

## Estreno
El film fue estrenado mundialmente en el Festival de Cine de Sundance el 21 de enero de 2017.

## Recepción
La película muestra escenas tan groseras y duras que consiguió sacar a gran parte del público de la sala de Sundance. El medio en línea The Verge lo criticó negativamente.